# 吳傳紱
吳傳紱（?—?），安徽省安慶府懷寧縣人，清朝政治人物、進士出身。
光緒三年（1877年），参加丁丑科殿試，登進士二甲第60名。同年五月，經吏部掣簽，授即用知縣。